# Xanadu (single)
Xanadu is een single van de combinatie Olivia Newton-John & Electric Light Orchestra (ELO). Het nummer is een onderdeel van de soundtrack behorende bij de film Xanadu uit 1980. Deze soundtrack bestond uit een elpee die aan één zijde was gewijd aan diverse artiesten, waaronder Cliff Richard, en op de andere zijde was volgespeeld door ELO. De verdeling per plaatkant wisselde per land van uitgifte. Het lied Xanadu kon zowel het sluitstuk van kant 1 als van kant 2 zijn. Het was een vreemde combinatie in die tijd: fans van Newton-John en ELO moesten niets van elkaar hebben. Er was destijds een behoorlijke strijd tussen zangeressen in het repertoire van Newton-John en de rockmuziek van ELO. Xanadu is geschreven door Jeff Lynne, leider van ELO.

## Achtergrond
De combinatie van Newton-John & ELO zorgde er kennelijk voor dat er een kleine verbroedering plaatsvond tussen de “strijdende partijen”, want de single kwam in veel landen in de hoogste regionen van de hitparades terecht. Van Australië, Canada en Zwitserland (nr. 2) tot aan het Verenigd Koninkrijk, Ierland, Duitsland, Oostenrijk, Israël, Noorwegen, Finland, Spanje (nr. 1), Verenigde Staten (nr.8), Japan (nr. 18) en Zuid-Afrika (nr. 20) was de plaat succesvol. 
In Nederland was de plaat op vrijdag 13 juni 1980 Veronica Alarmschijf op Hilversum 3 en werd een gigantische hit in de destijds drie landelijke hitlijsten op de nationale publieke popzender. De plaat kwam in de Nederlandse Top 40 vier weken lang op de nummer 1-positie te staan; in de Nationale Hitparade vijf weken op de hoogste positie en in de TROS Top 50 vier weken op de nummer 1-positie. In de Europese hitlijst op Hilversum 3, de TROS Europarade, werd eveneens de nummer 1-positie behaald.
In België bereikte de plaat eveneens de nummer 1-positie in zowel de voorloper van de Vlaamse Ultratop 50 als de Vlaamse Radio 2 Top 30. In Wallonië werd géén notering behaald    
In de jaren daarna werd het lied gecoverd door diverse artiesten waaronder Sharleen Spiteri en dance-artieste Kirsti K., maar geen daarvan oogstte succes. In 2000 nam Lynne het zelf nog een keer op onder de naam ELO, maar hij speelde alle muziekinstrumenten zelf.
In de sinds december 1999 jaarlijks uitgezonden NPO Radio 2 Top 2000 van de Nederlandse publieke radiozender NPO Radio 2, stond de plaat uitsluitend van 1999 tot 2004 in de lijst genoteerd, met als hoogste notering een 1203e positie in 2000.

## Musici
- Olivia Newton-John - zang
- Jeff Lynne - gitaar, toetsinstrumenten, zang
- Bev Bevan - slagwerk
- Richard Tandy - toetsinstrumenten
- Kelly Groucutt - basgitaar, zang
- Louis Clark - orkestratie

## Hitnoteringen

### Nederlandse Top 40
| Xanadu in de Nederlandse Top 40 -- binnen: week 25/1980 | Xanadu in de Nederlandse Top 40 -- binnen: week 25/1980 | Xanadu in de Nederlandse Top 40 -- binnen: week 25/1980 | Xanadu in de Nederlandse Top 40 -- binnen: week 25/1980 | Xanadu in de Nederlandse Top 40 -- binnen: week 25/1980 | Xanadu in de Nederlandse Top 40 -- binnen: week 25/1980 | Xanadu in de Nederlandse Top 40 -- binnen: week 25/1980 | Xanadu in de Nederlandse Top 40 -- binnen: week 25/1980 | Xanadu in de Nederlandse Top 40 -- binnen: week 25/1980 | Xanadu in de Nederlandse Top 40 -- binnen: week 25/1980 | Xanadu in de Nederlandse Top 40 -- binnen: week 25/1980 | Xanadu in de Nederlandse Top 40 -- binnen: week 25/1980 | Xanadu in de Nederlandse Top 40 -- binnen: week 25/1980 | Xanadu in de Nederlandse Top 40 -- binnen: week 25/1980 | Xanadu in de Nederlandse Top 40 -- binnen: week 25/1980 | Xanadu in de Nederlandse Top 40 -- binnen: week 25/1980 | Xanadu in de Nederlandse Top 40 -- binnen: week 25/1980 |
| Week                                                    | 1                                                       | 2                                                       | 3                                                       | 4                                                       | 5                                                       | 6                                                       | 7                                                       | 8                                                       | 9                                                       | 10                                                      | 11                                                      | 12                                                      | 13                                                      | 14                                                      | 15                                                      |                                                         |
| ------------------------------------------------------- | ------------------------------------------------------- | ------------------------------------------------------- | ------------------------------------------------------- | ------------------------------------------------------- | ------------------------------------------------------- | ------------------------------------------------------- | ------------------------------------------------------- | ------------------------------------------------------- | ------------------------------------------------------- | ------------------------------------------------------- | ------------------------------------------------------- | ------------------------------------------------------- | ------------------------------------------------------- | ------------------------------------------------------- | ------------------------------------------------------- | ------------------------------------------------------- |
| Nummer                                                  | 31                                                      | 19                                                      | 11                                                      | 5                                                       | 2                                                       | 2                                                       | 1                                                       | 1                                                       | 1                                                       | 2                                                       | 3                                                       | 8                                                       | 13                                                      | 22                                                      | 31                                                      | uit                                                     |

### Nationale Hitparade
| Xanadu in de Nationale Hitparade -- binnen: week 26-06-1980 | Xanadu in de Nationale Hitparade -- binnen: week 26-06-1980 | Xanadu in de Nationale Hitparade -- binnen: week 26-06-1980 | Xanadu in de Nationale Hitparade -- binnen: week 26-06-1980 | Xanadu in de Nationale Hitparade -- binnen: week 26-06-1980 | Xanadu in de Nationale Hitparade -- binnen: week 26-06-1980 | Xanadu in de Nationale Hitparade -- binnen: week 26-06-1980 | Xanadu in de Nationale Hitparade -- binnen: week 26-06-1980 | Xanadu in de Nationale Hitparade -- binnen: week 26-06-1980 | Xanadu in de Nationale Hitparade -- binnen: week 26-06-1980 | Xanadu in de Nationale Hitparade -- binnen: week 26-06-1980 | Xanadu in de Nationale Hitparade -- binnen: week 26-06-1980 | Xanadu in de Nationale Hitparade -- binnen: week 26-06-1980 | Xanadu in de Nationale Hitparade -- binnen: week 26-06-1980 | Xanadu in de Nationale Hitparade -- binnen: week 26-06-1980 | Xanadu in de Nationale Hitparade -- binnen: week 26-06-1980 | Xanadu in de Nationale Hitparade -- binnen: week 26-06-1980 | Xanadu in de Nationale Hitparade -- binnen: week 26-06-1980 | Xanadu in de Nationale Hitparade -- binnen: week 26-06-1980 |
| Week                                                        | 1                                                           | 2                                                           | 3                                                           | 4                                                           | 5                                                           | 6                                                           | 7                                                           | 8                                                           | 9                                                           | 10                                                          | 11                                                          | 12                                                          | 13                                                          | 14                                                          | 15                                                          | 16                                                          | 17                                                          |                                                             |
| ----------------------------------------------------------- | ----------------------------------------------------------- | ----------------------------------------------------------- | ----------------------------------------------------------- | ----------------------------------------------------------- | ----------------------------------------------------------- | ----------------------------------------------------------- | ----------------------------------------------------------- | ----------------------------------------------------------- | ----------------------------------------------------------- | ----------------------------------------------------------- | ----------------------------------------------------------- | ----------------------------------------------------------- | ----------------------------------------------------------- | ----------------------------------------------------------- | ----------------------------------------------------------- | ----------------------------------------------------------- | ----------------------------------------------------------- | ----------------------------------------------------------- |
| Nummer                                                      | 48                                                          | 8                                                           | 3                                                           | 1                                                           | 1                                                           | 1                                                           | 1                                                           | 1                                                           | 2                                                           | 2                                                           | 4                                                           | 5                                                           | 10                                                          | 24                                                          | 38                                                          | 42                                                          | 49                                                          | uit                                                         |

### TROS Top 50
Hitnotering: 19-06-1980 t/m 25-09-1980. Hoogste notering: #1 (4 weken).

### TROS Europarade
Hitnotering: 13-07-1980 t/m 18-01-1981
Hoogste notering: #1 (3 weken).

### NPO Radio 2 Top 2000
| Nummer met noteringen in de NPO Radio 2 Top 2000 | '99  | '00  | '01  | '02  | '03  | '04  |
| ------------------------------------------------ | ---- | ---- | ---- | ---- | ---- | ---- |
| Xanadu                                           | 1309 | 1203 | 1477 | 1506 | 1855 | 1995 |

1. ↑  Een vetgedrukt getal geeft de hoogste notering aan.
2. ↑  Deze tabel is bijgewerkt tot en met de laatste editie (2024).

## Bron
- Dit artikel of een eerdere versie ervan is een (gedeeltelijke) vertaling van het artikel Xanadu (Olivia Newton-John and Electric Light Orchestra song) op de Engelstalige Wikipedia, dat onder de licentie Creative Commons Naamsvermelding/Gelijk delen valt. Zie de bewerkingsgeschiedenis aldaar.